# Ciril Oblak
Ciril Oblak, slovenski arhitekt, * 31. julij 1934, Kranj.
Ciril Oblak je leta 1961 diplomiral na ljubljanski FA. Sprva je delal v raznih projektivnih birojih, od leta 1989 pa je samostojen umetnik. Projektiral je šole, trgovske zgradbe, razne stanovanjske bloke in drugo, najbolj znana pa je po preureditev in povečavi letališke zgradbe na Letališču Brnik (1971-1973; 1978-1991), za katero je oblikoval vnaprej narejene fasadne elemente iz poliestra, uporabljene kasneje še pri drugih zgradnah (tovarna Gorenjska oblačila, Škofja Loka; prizidek občinske stavbe v Kranju).